# Edward Carson
Edward Henry Carson (Dublin, 9. veljače 1854. – Kent, 22. listopada 1935.) bio je irski protestantski političar i pravnik. Postigao je zapaženu karijeru kao jedan od vodećih odvjetnika u Irskoj. Na dužnosti pomoćnika državnog odvjetnika u Irskoj i Engleskoj, kasnije glavni državni odvjetnik. Obnašao je brojne dužnosti u Vladi Ujedinjenog Kraljevstva. Vođa irskih unionista i Ulsterske unionističke stranke. Jedan od sedmorice Pravnih lordova, vrhovnog suda Ujedinjenog Kraljevstva. Jedan od rijetkih osoba izvan britanske kraljevske obitelji kojem je priređen državnički pogreb. Nazivan je neokrunjenim kraljem irskih protestanata.

## Životopis

### Mladost i obrazovanje
Edward Carson je rođen 1854. godine u Dublinu. Potjecao je iz bogate anglikanske obitelji škotskog podrijetla odakle mu se djed doselio u Dublin 1815. godine. Otac mu je bio arhitekt. Majka, Isabella Lambert je bila iz stare anglo-protestantske aristokratske obitelji. Obrazovan je u privatnim školama te je završio najprestižniji Trinity College Sveučilišta u Dublinu gdje je studirao pravo i zaradio titulu magistra.

### Pravna karijera
Carson je 1877. godine primljen u King's Inns, irsku odvjetničku komoru. Bio je cjenjen kao odličan parničar zbog nepokolebljive obrane i snalaženja u pravnim pitanjima. Zbog svojih sjajnih govorničkih i analitičkih sposobnosti primljen je u Kraljičino vijeće, skup najcjenjenijih odvjetnika u tadašnjem Britanskom Carstvu. Carson je poznat i kao branitelj Markiza od Queensberryja, kojeg je Oscar Wilde neopravdano tužio na sudu, nakon što ga je Queensberry prozvao da sudjeluje u sodomiji. Queensberry je dao takve izjave pogođen homoseksualnom vezom Wildea s njegovim sinom. Carsonova ispitivanja Wildea u tom procesu od izrazitog javnog zanimanja, navode se kao izniman primjer nadmetanja umova. Nakon tog suđenja Wilde je završio u zatvoru, a umjetnička reputacija mu je uništena.

### Politička karijera
Carsonova politička karijera započinje 1892. godine kad je imenovan pomoćnikom državnog odvjetnika za Irsku. Iste godine na britanskim parlamentarnim izborima natjecao se kao Unionist za mjesto u Parlamentu. Izabran je kao zastupnik Sveučilišta u Dublinu. Paralelno nastavlja i odvjetničku karijeru u Engleskoj te je primljen u Middle Temple, jednu od četiri londonske odvjetničke komore. Izabran je 1900. godine za pomoćnika državnog odvjetnika u Engleskoj i Walesu. Prima uobičajenu ex officio titulu viteza. Na toj funkciji ostaje do 1905. godine kao konzervativci gube vlast. Iste godine postaje član Privy Council-a, vijeća savjetnika britanskog suverena.

### Vođa unionista
Usvajanjem Zakona o parlamentu 1911. godine unionisti gube mogućnost da u Domu lordova blokiraju donošenje zakona o samoupravi Irske (eng. Home Rule bill). Carson se protivio irskoj samoupravi te je održavao govore na unionističkim skupovima koji su se održavali po Irskoj. Carson je 28. rujna 1912. godine bio prvi potpisnik Ulsterskog zavjeta kojim potpisnici obećavaju da će se protiviti samoupravi svim sredstvima. Pakt je potpisalo pola milijuna muškaraca i žena. Iste godine organizirani su Ulsterski dobrovoljci, unionistička milicija. Dobrovoljci su primili velike pošiljke oružja od carske Njemačke koja je bila zainteresirana za izazivanje nestabilnosti u Ujedinjenom Kraljevstvu te je pomagala obje suprotstavljnene strane u Irskoj.
Zakon o irskoj samoupravi je donesen 25. svibnja 1914. godine. Da bi se zakon proveo liberalna vlada premijera Asquitha se spremala poslati vojsku u Ulster. Zbio je incident u vojarni britanske vojske u Curraghu. Krivo protumačivši naredbu iz Londona zapovjednik vojarne je preporučio časnicima, od kojih su mnogi bili unionistički simpatizeri, da rađe daju ostavku nego interveniraju protiv unionista te je 57 od 70 časnika poslušalo preporuku. Irska se našla na rubu građanskog rata kada je početak Prvog svjetskog rata suspendirao primjenu Zakona.
Carson je vodio organiziranje Ulsterskih dobrovoljaca u 36. Ulstersku Diviziju u kojoj su većinu činili ulsterski protestanti. U Irskoj su organizirane još dvije većinski katoličke divizije. Ulsterska divizija se borila na Zapadnoj bojišnici, a posebno se istaknula u Bitci na Sommi kada je jedina od savezničkih postrojbi prvog dana ostvarila zadaću. Teški gubici i junaštsvo Ulsterske divizije je pomoglo u jačanju zajedništva i posebnosti sjevernoirskih protestanata.

### Član Vlade
Asquith 25. svibnja 1915. godine imenuje Carsona glavnim državnim odvjetnikom u novoj koalicijskoj ratnoj vladi. Carson 19. listopada iste godine daje ostavku protiveći se politici vlade prema vođenju rata na balkanskom bojištu. Carson postaje vođa unionista koji nisu bili članovi vlade odnosno vođa oporbe u Zastupničkom domu. Nakon Asquithove ostavke vraća se u vladu kao Prvi Lord Admiraliteta, zapovjedništva Kraljevske mornarice.
Carson se odlučno protivio Liga naroda jer je smatrao da će biti neefikasna u očuvanju svjetskog mira. Na početku 1918. godine vlada je namjeravala proširiti novačenje u Irskoj te provesti Irsku samoupravu kako bi novo novačenje učinila prihvatljivijim. Carson daje ostavku na položaj u vladi i na mjesto u Parlamentu. Na parlamentarnim izborima 1918. godine izabran je u izbornoj jedinici u Belfastu. Ti izbori se smatraju prekretnicom u irskoj povijesti jer je umjerenija nacionalistička Irska parlamentarna stranka koja je predstavljala Irsku u britanskom Parmalentu još od sredine 19. stoljeća doživjela težak poraz. Izborni pobjednik je bio radikalniji Sinn Féin predvođen Éamonom de Valerom koji je od 105 irskih mjesta u Parlamentu osvojio 73 mandata. Irski unionisti predvošeni Carsonom su dobili četvrtinu glasova i osvojili 22 mjesta.

### Podjela Irske
Nakon provedbe zakona o samoupravi Irske 1920. godine Carson savjetuje članove svoje stranke da provedu izdvajanje šest od devet ulsterskih grofovija kao najbolji kompromis. Carson se cijeli život odlučno protivio podjeli Irske te je ovaj potez smatrao kao svoj osobni poraz te je odbio premijersko mjesto na čelu novoosnovane Sjeverne Irske. Nakon podjele Irske Carson je upozoravao protestantsku većinu da ne otuđuju katoličku manjinu jer je smatrao da će to dovesti do nestabilnosti Sjeverne Irske. Godine 1921. je izjavio: "Prije smo govorili da ne možemo vjerovati Irskom parlamentu u Dublinu da će biti pravedan prema protestantskoj manjini. Pobrinimo se da se taj pristup ne može upotrijebiti protiv vašeg parlamenta i neka od početka vide da se katolička manjina nema nikakvog razloga bojati protestantske većine." 
Iste godine daje ostavku na mjesto predsjednika unionističke stranke. Carson je 24. svibnja 1921. godine imenovan za jednog od tada sedam Pravnih lordova, vrhovnog suda Ujedninjenog Kraljevstva. Dobio je ex officio titulu doživotnog Baruna Carsona od Duncairna u Grofoviji Antrim. Carson se dva puta ženio. S prvom ženom Annette Kirwan je imao dva sina i dvije kćeri. Nakon njezine smrti oženio je Engleskinju Ruby Frewen s kojom je imao jednog sina, Edwarda Carsona, kasnijeg konzervativnog zastupnika u britanskom Parlamentu.

### Umirovljenje i smrt
Carson je umirovljen s položaja suca 1929. godine. Godine 1932. bio je prisutan na otkrivanju kipa posvećenom njemu pred zgradom Parlamenta Sjeverne Irske u Belfastu. Kip je otkrio tadašnji sjevernoirski premijer James Craig, vikont Craigavon pred više od 40 000 ljudi. Posljednje godine života je proveo živeći u Kentu u Engleskoj. Umro je 22. listopada 1935. godine. Priređen mu je državnički pogreb, a Carson je pokopan u Katedrali Svete Ane u Belfastu. Na lijes, prekriven britanskom zastavom posuta je zemlja svih šest grofovija koje čine Sjevernu Irsku. Na pogrebu je zbor otpjevao Carsonovu najdražu pjesmu, I Vow to Thee, My Country (Zavjetujem ti se moja zemljo). Carson je do danas jedina osoba pokopana u Katedrali.

## Citati
- Moja jedina velika kvalifikacija za stavljanje na čelo Mornarice jest ta da sam veoma mnogo na moru.

- Prije smo govorili da ne možemo vjerovati Irskom parlamentu u Dublinu da će biti pravedan prema protestantskoj manjini. Pobrinimo se da se taj pristup ne može upotrijebiti protiv vašeg parlamenta i neka od početka vide da se katolička manjina nema nikakvog razloga bojati protestantske većine.

## Vanjske poveznice
- Snimka pogreba Edwarda Carsona